# Pigne d’Arolla
Pigne d’Arolla – szczyt w Alpach Pennińskich, w masywie Ruinette. Leży w południowej Szwajcarii w kantonie Valais, blisko granicy z Włochami. Szczyt można zdobyć ze schronisk Cabane de Chanrion (2462 m), Cabane des Vignettes (3160 m) lub Cabane des Dix (2928 m). Szczyt przykrywają lodowce  Glacier d'Otemma, Glacier de Cheilon i Glacier de Tsijiore Nouve.
Pierwszego wejścia dokonali A. W. Moore, Horace Walker i Jakob Anderegg 9 lipca 1865 r.